# Deák Éva (színművész)
Deák Éva (Debrecen, 1954. március 6. –) magyar színésznő.

## Életpálya
1977–1980 között a Színház- és Filmművészeti Főiskola hallgatója volt, osztályvezető tanára: Gábor Pál. 1980-tól egy-egy évadot a Veszprémi Petőfi Színházban és Szegedi Nemzeti Színházban töltött. 1982-től a zalaegerszegi Hevesi Sándor Színház egyik alapító tagja, 1987-től a debreceni Csokonai Színház színésznője volt. 1990-től az egri Gárdonyi Géza Színház tagja volt. Jelenleg szabadfoglalkozású színművésznő.

## Fontosabb színházi szerepei
- Szophoklész: Antigoné... Antigoné
- Katona József: Bánk bán... Gertrudis
- Iszaak Emmanuilovics Babel: Húsvét... Dasenyka
- Heltai Jenő: A néma levente... Beatrice
- Vörösmarty Mihály: Csongor és Tünde... Ilma
- Eugene O’Neill: Egy igazi úr... A lány
- Hubay Miklós: A túsz-szedők... Elektra
- Molière: A fösvény... Eliz
- Alexandr Iszaakovics Gelman: Prémium... Milenyina
- Kisfaludy Károly: Kérők... Máli
- Pierre-Augustin Caron de Beaumarchais: Figaro házassága... Grófnő
- Romhányi József Hamupipőke... Hamupipőke
- Ivo Brešan: Paraszt Hamlet... Mara Mis-Majkacsa
- Peter Weiss: Mockinpott úr kínjai és meggyógyíttatása... Mockinpott felesége
- Teleki László: Kegyenc... Placidia
- Noël Coward: Vidám kisértet... Elvira
- Móricz Zsigmond: Fortunatus... Benigna
- Móricz Zsigmond: Nem élhetek muzsikaszó nélkül... Veronika
- Alfonso Paso: Ön is lehet gyilkos!... Isabela
- Alekszandr Galin: A lelátó... Madeleine
- August Strindberg: Totentanz... Judit
- William Shakespeare: A makrancos hölgy... Katalin
- William Shakespeare: Ahogy tetszik... Phoebe
- William Shakespeare: Tévedések vígjátéka... kurtizán
- Eörsi István: Sírkő és kakaó... rendőrnő
- Jókai Mór: Thália szekerén... Liptai Mária
- Giulio Scarnacci – Renzo Tarabusi: Kaviár és lencse... Valeria
- Jean Giraudoux: Trójában nem lesz háború... Andromakhé
- Békés Pál: New-Buda... Újházy Klára
- Nagy András: A csábítás naplója... A nagynéni
- Gárdonyi Géza – Gali László: A láthatatlan ember... Emőke
- Carlo Gozzi Turandot... Schirina; Adelma
- Pankl Tibor: Angyali őrizetben... Elmi néni
- Molnár Ferenc Az üvegcipő... Adél
- Szabó Magda: Régimódi történet... Géreczné
- Márai Sándor: Kaland... Dr. Pálos Eszter (orvosnő)

## Filmek, tv
- Angi Vera (1979)
- Magyar rapszódia (1979)
- Allegro barbaro (1979)
- Nagyvárosi kanyarok (1981)
- Zikovék  (színházi előadás felv., 1981)
- Az ember tragédiája  (színházi felv., 1986)
- The Josephine Baker Story (1991)
- Maigret (sorozat) The Patience of Maigret című rész (1992); Maigret Sets a Trap című rész (1992)
- Törvénytelen (1994)
- István király (2001)
- Régimódi történet (sorozat) (2006)